# Београд у устаничкој Србији
Београд се налазио у саставу устаничке државе или Карађорђеве Србије од 13. децембра 1806. до 7. октобра 1813. године.
Иако је положај престонице делио са Тополом, представљао је најзначајније политичко, административно и образовно седиште.

## Борбе за ослобођење Београда

### Дахијска владавина Београдом
Од децембра 1801. или јануара 1802. године, Београдом су владале дахије Аганлија, Кучук-Алија, Мула Јусуф и Мехмед-Ага Фочић. Они су предводили групу јаничара која се одметнула од власти султана. Власт у граду су преузели након убиства београдског везира Хаџи-Мустафа паше.
У песми Филипа Вишњића Почетак буне против дахија, вероватно из 1809. године, описан је измишљени догађај у којем дахије, видевши чудне небеске појаве, желе предвидети судбину уз помоћ тепсије и воде из Дунава. Песма помиње Кулу Небојша и Јакшићеву кулу:
На Небојшу кулу изнесоше,
Наврх куле вргоше тепсију,
(…)
Низ Небојшу кулу Јакшићеву…— Почетак буне против дахија (стихови 56-77)

### Опсада Београда (1804)
Опсада Београда је почела током лета 1804. године, само неколико месеци по избијању Првог српског устанка. Само неколико недеља након што је ослободио Пожаревац 12. маја, војвода Миленко Стојковић је са својом војском дошао до Београда. 
У време опсаде, пред Београд је по султановом ферману стигао Бећир-паша између 2.000 и 3.000 војника. Свој логор је поставио на Белим водама и одатле упутио предлог српским устаницима на Врачару, да заједно протерају дахије и поново успоставе султанову власт. Већ је долазак Бећир-паше узнемирио дахије, те су они тих дана тајно напустили Београд и отишли Дунавом до Ада Кале код Кладова.
Сазнавши да су дахије изашле из града, Бећир-паша је, плашећи се да српски устаници то први не учине, кренуо у Београдску тврђаву. На путу од Белих вода је прошао кроз устаничке логоре на Врачару, а они су га поздравили постројени у шпалире и пуцањем из пушака. Убрзо је примио вест где се налазе дахије и обавестио управитеља адакалејског Ибрахима како султан гледа на њихов положај, тражећи да их преда српским устаницима. Бећир-паша је договорио да устаници пошаљу своје људе на Ада Кале, који ће окончати са дахијама. Тамо је отишао војвода Миленко Стојковић, који их је побио и њихове главе, изузев Аганлијине, донео у Београд.
Заједно са Бећир-пашом, у граду се налазило и Алија Гушанац, крџалијски заповедник који је покушавао да за своје личне интересе искористи сукобе између устаника и дахија.

### Период од 1804. до 1806. године
Одликом Остружничке скупштине од маја 1806. године, између осталог је затражено да султан и Порта препусте градове српским властима, док је Срби наставити да плаћају порезе. Међутим, Порта је одбацила тај предлог и покушала да умири устанике, схвативши да њихово незадовољство није изазвано само дахијским зулумом, како се најпре мислило, већ да су они вођени идејом националног ослобођења.
Припреме за ослобођење Београда су трајале доста дуго. Како је ослобођење Београда имало важан симболички значај, јер би послало снажну поруку европским дворовима о снази српских устаника, било је потребно и присуство вожда Ђорђа Петровића Карађорђа, који је у августу те године однео велику победу у боју на Мишару.

Устаничка војска се распоредила између Саве и Дунава, чиме је потпуно затворила копнене излазе из града. Кнез Сима Марковић је био на савској обали, уз војводу Јанка Катића. На Царевој ћуприји, код данашњег Хиподрома, налазио се војвода Милан Обреновић са устаницима из Рудничке нахије. Резерву код Хајдучке чесме на Кошутњаку, предводио је војвода Младен Миловановић. Цариградски друм је контролисао Василије Васа Чарапић, као најповерљивији Карађорђев заповедник. Устаничке положаје према Дунаву је водио Станоје Стаматовић Главаш. На положајима код Београда, били су још председник Правитељствујушчег совјета сербског прота Матија Ненадовић, поп Лука Лазаревић и војвода Миленко Стојковић.
Процењује се да су устаници располагали са снагама између 12.000 и 25.000 наоружаних људи и око 40 топова, док ту Турци имали преко 300 топова.

### Ослобођење београдске вароши
Карађорђе је свој штаб сместио на Ташмајдану, који је у том тренутку био периферија, далеко иза градских зидина. 
Устанички напад на Београд је почео на празник Светог Андреја Првозваног, 30. новембра по јулијанском, односно 12. децембра по грегоријанском календару (због календарске разлике, данас је то 13. децембар), 1806. године. Под окриљем ноћи, седморица устаника које су предводили Узун Мирка Апостоловић и његовог бимбаше Конда, напала је турску стражу на спољну Сава капији у подножну Београдске тврђаве према обали Саве. Узун Мирко је тада рањен, тако што га је турски војник ножем посекао по десној руци. Ипак, успели су да отворе капију и омогуће устаницима војводе Милоја Петровића Трнавца да продру у београдску варош.
Слично се десило и код спољне Стамбол капије, која се налазила на месту данашње зграде Народног позоришта и споменика кнезу Михаилу. На бедем крај ње се попео Милисав Чамџија и запевао: „Хеј браћо Срби, крила соколова, к мени, к мени, ја сам на ендеку!“ То је био договорени знак да Василије Васа Чарапић са својих 3.000 Грочана крене у напад на шанац и капију. Устаничка војска је кренула са положаја код почетка данашње Скадарске улице, а убрзо је Чарапић пао смртно рањен. Његови устаници су успели да га извуку до Карађорђевог шатора на Ташмајдану, где се борио за живот још два сата, након чега је умро.
Трећи правац напада је ишао на спољну Видин капију, на месту данашње зграде Прве београдске гимназије. Устанике на овом делу су предводили војвода Станоје Стаматовић Главаш и његов хајдук Вуле Илић Коларац.
Сутрадан у јутарњим часовима, устаници су у потпуности контролисали београдску варош. На устаничкој страни је било 50 мртвих и 60 рањених, док је на турској страни 250 погинуло и 1.250 заробљено.

### Ослобођење Београдске тврђаве
Београдски везир Сулејман-паша је остао у тврђави до 22. децембра 1806, односно 3. јануара 1807. године. Заједно са пашом, тврђаву је напустио и Алија Гушанац са 800 крџалија и још 700 чланова њихових породица, који су испраћени према Видину. Пашиним изласком, устаници су заузели и Београдску тврђаву и тиме успоставили апсолутну контролу над градом.

## Престоница устаничке Србије
Мада ниједним актом није одређена престоница устаничке државе, у практичном животу су то били Београд и Топола. Док је Топола уживала углед престонице само захваљујући Карађорђевом присуству у њој, односно граду који је у ту подигао, Београд је био седиште свих највиших државних органа, центар образовног и сваког другог живота.

### Седиште Правитељствујушчег совјета сербског
Правитељствујушчи совјет сербски је од 1807. до слома устаничке државе 1813. године, смештен у једној кући у у данашњој Улици браће Југовића, иза Академског парка.
У ово кући су живели чланови Совјета за време боравка у Београду, а стално су ту боравили секретари Совјета Божидар Божа Грујовић и Иван Југовић, као и писари. Кућа је срушена у првој половини септембра 1893. године.

### Велика школа
Велика школа у Београду је основана 31. августа 1808. године, а настава је почела да се реализује наредног дана. Школа је садржала елементе средњошколског и високог образовања, на тај начин што су се у прве две године изучавали предмети историја, географија, рачуница, стилистика и немачки језик, да би се у трећој години изучавали правни предмети (државно право, кривично право и међународно право).
Међу њеним професорима, били су најумнији Срби свога времена: Доситеј Обрадовић, Иван Југовић, Сима Милутиновић Сарајлија, Миљко Радоњић, Лазар Војновић... Ученици су углавном били синови устаничких вођа, попут Алексе Карађорђевића, Јеврема Ненадовића, Симе Ненадовића и Милосава Здравковића Ресавца, али су се могли уписати и други ђаци, као што је био Вук Стефановић Караџић.
На темељима ове, основани су Лицеум Књажества сербског (1838), потом Велика школа (1863) и на крају Универзитет у Београду 1905. године. Такође, Правни факултет Универзитета у Београду узима 1808. годину за време свог оснивања, будући да су се на Великој школи изучавали правни предмети.

### Верски објекти

#### Београдска богословија
По доласку у Србију, Доситеј Обрадовић је најпре становао у Карађорђевом конаку у Београду, а касније у кући Совјета. Потом му је "од народа" поклоњена једна турска кућа од цигала и блата са дрвеним кровом, иза Бајрам-бегове џамије (место данашње зграде Народног позоришта), на углу данашње Доситејеве и Улице браће Југовића.
Доситеј је у овој кући 1810. године, основао прву београдску Богословију. За њеног управитеља је постављен Вићентије Ракић, игуман манастира Фенек. Пошто је кућу у потпуности препустио Богословији, Доситеј се вратио да станује у кући Совјета, где је и умро 28. марта 1811. године. Сахрањен је испред храма, на чијем месту се данас налази Саборна црква у Београду.

#### Џамије
Приликом ослобођења 1806. године, оштећена је Хасан-пашина џамија у Доњем граду Београдске тврђаве, коју је подигао велики везир Сеид Хасан-паша.

### Понашање устаничких првака у Београду
Карађорђе је одмах по ослобођењу издао заповест да се не смеју пљачкати турске куће. Како наређење није у потпуности поштовано, прекршиоци су били кажњавани смрћу. Турску сиротињу из града, која је била на ивици егзистенције, српске власти су покупиле у две лађе и Дунавом упутиле према Видину. Међутим, лађе је код Пореча (Доњег Милановца) зауставио војвода Миленко Стојковић, из њих пробрао: „...најљепше жене и дјевојке и дјевојчад и женску дјецу“ и направио свој харем.
Међу онима који нису поштовали наредбу, а избегли су казну, нашли су се Младен Миловановић, кнез Сима Марковић и Вуле Илић Коларац. Младен Миловановић је преузео ђумрукану (царинарницу) у Београду, коју је држао до краја устанка и стекао огромно богатство. Миловановић и Милоје Петровић Трнавац су се уселили у кућу Мехмед-аге Фочића. Њихови бећари су знали да на улици, често из чисте обести, пребију пролазнике без обзира јесу ли Срби или Турци.
Вук Стефановић Караџић бележи да је Младену Миловановићу и Милоју Петровићу Трнавцу:
„...при пљачки Београда одмах припао највећи део плена, тако су продужили да узимају најбоље куће и дућане у граду, најрентабилније магазе и земљу по селима.“— Вук Стефановић Караџић

## Пад Београда (1813)
Османске снаге су 7. октобра 1813. године поново заузеле Београд. Тим догађајем је завршен Први српски устанак, као и српска владавина Београдом, над којим ће поново стећи управу тек 19. априла 1867. године, предајом кључева града кнезу Михаилу Обреновићу.

## Наслеђе
Породица Карађорђевић од 1890. године прославља Светог Андреја Првозваног као крсну славу. Наиме, по смрти супруге кнегиње Зорке и тек рођеног сина Андреја, кнез Петар Карађорђевић је престао да слави Светог Климента Римског (8. децембар) и за светитеља заштитника породице узео Андреја Првозваног (13. децембар), у сећање на дан када су устаници под заповедништвом његовог деде вожда Карађорђа ослободили београдску варош.
У парку између Народног позоришта у Београду и Ратничког дома, налази се споменик војводи Васи Чарапићу, недалеко од места на којем је погинуо приликом напада на Стамбол капију 1806. године. Споменик је откривен 12. августа 1951. године.
Централне београдске улице носе имена устаничких заповедника који су предводили ослобођење Београда 1806. године:
1. По вожду Карађорђу, као врховном команданту, назване су Карађорђева улица уз обалу Саве, као и једна улица у Земуну, где се налази и Карађорђев трг;
2. Улица којом су прошли устаници по заузимању Стамбол капије, подељена је на два дела: први носи име Васе Чарапића, а други део је Улица Узун Миркова;
3. Улица кнеза Симе Марковића се налази на Градској општини Стари град и у њој се налазе Саборна црква и Конак кнегиње Љубице;
4. На Улицу кнеза Симе Марковића према Бранковом мосту, наслања се Поп Лукина улица;
5. На Врачару се налазе Улица Проте Матеје и Улица Станоја Главаша.
6. У насељу Котеж у Градској општини Палилула, једна улица носи име Јанка Катића. Његово име носе и улице у градским општинама Гроцка, Лазаревац, Младеновац и Сопот.

## Устанички Београд у популарној култури

### Песма са Кумбаре
Напад на Београд 1806. године, приказан је у југословенском филму Песма са Кумбаре из 1955. године. Главни лик филма је устаник Милисав Чамџија, кога је тумачио глумац Северин Бијелић. Војводу Васу Чарапића је играо Васа Пантелић, а Узун Мирка је играо Столе Аранђеловић.

### Опера „Први устанак“
Према драми Славомира Настасијевића, његов брат Светомир Настасијевић је компоновао оперу у четири чина „Први устанак“. Компоновао ју је 1954. године у част два века од Првог српског устанка, а први пут је изведена 1957. године у Коларчевој задужбини. Четврти чин опере обрађује ослобођење Београда 1806. године.